# آنجلو کولومبو
آنجلو کولومبو(به ایتالیایی: Angelo Colombo) (زاده ۲۴ فوریه ۱۹۶۱ در متزاگو) هافبک سابق ایتالیایی است که همراه تیم آ.ث. میلان در سال‌های ۱۹۸۹ و ۱۹۹۰ قهرمان جام باشگاه‌های اروپا شد.